# Auto GP 2016
La stagione 2015 dell'Auto GP , ufficialmente Auto GP Formula Open, è stata la settima edizione del campionato ed è iniziata il 7 maggio con un weekend di gare sul Circuito di Adria, e si è conclusa, dopo altri 5 doppi appuntamenti, il 9 ottobre, con due gare sul circuito di Imola. La ridenominazione del campionato deriva dal fatto che, da questa stagione, esso è aperto a tutte le vetture sportive a ruote scoperte, con cilindrata compresa tra i 2000 e i 4000 cm³.
In corso di stagione, dopo il primo appuntamento ad Adria, le vetture dell'Auto GP passano a disputare le gare del campionato BOSS GP, partecipando anche alle classifiche di tale campionato. Rimane comunque stilata una classifica dedicata ai soli piloti e team dell'Auto GP.
Il campionato è stato vinto dal pilota messicano Luis Michael Dörrbecker, mentre il titolo tra le scuderie è andato all'italiana Torino Squadra Corse.

## La pre-stagione

### Calendario
Una prima versione del calendario è stata presentata il 24 novembre 2015. La serie sarebbe dovuta iniziare il 10 aprile sul Circuito di Misano, e concludersi, il 16 ottobre, su quello di Magione. Una nuova versione del calendario è stato successivamente resa nota. Il campionato sarebbe iniziato il 22 maggio sul circuito di Monza, e si sarebbe concluso, sempre dopo un totale di 6 doppi appuntamenti, in data e circuito da definire. Ad aprile è stata cancellata la gara di Monza, sostituita da un doppio appuntamento ad Adria, anticipato all'8 maggio. Successivamente l'autodromo nazionale di Monza rientra nel calendario, con una gara ad ottobre, e la gara di Magione slitta al terzo appuntamento, preceduta da una gara al Nürburgring, mentre esce il tracciato di Pergusa. Successivamente anche la gara tedesca è cancellata, senza però nessuna comunicazione ufficiale, da parte degli organizzatori.
Con l'accordo con la BOSS GP le date seguono il calendario di tale campionato.
| Gara | Nome                | Nome     | Circuito                             | Giri | Lunghezza                 | Data         | Ora   | Supporto |
| ---- | ------------------- | -------- | ------------------------------------ | ---- | ------------------------- | ------------ | ----- | -------- |
| 1    |                     | G1       | Adria International Raceway, Adria   | 23   | 23 x 2,702 km = 62,146 km | 7 maggio     | 19:30 |          |
| 1    | G2                  | 8 maggio | Adria International Raceway, Adria   | 23   | 23 x 2,702 km = 62,146 km | 11:00        |       |          |
| 2    | Peroni Race Weekend | G1       | Autodromo Nazionale Monza            | 5    | 5 x 5,793 km = 28,965 km  | 2 luglio     |       |          |
| 2    | Peroni Race Weekend | G2       | Autodromo Nazionale Monza            | 10   | 10 x 5,793 km = 57,930 km | 3 luglio     |       |          |
| 3    | Gamma Racing Day    | G1       | TT Circuit Assen                     | 13   | 13 x 4,542 km = 59,046 km | 6 agosto     |       |          |
| 3    | Gamma Racing Day    | G2       | TT Circuit Assen                     | 16   | 16 x 4,542 km = 72,672 km | 7 agosto     |       |          |
| 4    | Masaryk Racing Days | G1       | Circuito di Masaryk, Brno            | 10   | 10 x 5,403 km = 54,030 km | 10 settembre |       |          |
| 4    | Masaryk Racing Days | G2       | Circuito di Masaryk, Brno            | 15   | 15 x 5,403 km = 81,045 km | 11 settembre |       |          |
| 5    | BOSS GP Super Prix  | G1       | Autodromo Enzo e Dino Ferrari, Imola | 11   | 11 x 4,909 km = 53,999 km | 8 ottobre    | 17:30 |          |
| 5    | BOSS GP Super Prix  | G2       | Autodromo Enzo e Dino Ferrari, Imola | 15   | 15 x 4,909 km = 73,635 km | 9 ottobre    | 12:45 |          |

## Piloti e scuderie
| Team                        | Telaio                 | N.     | Pilota                  | Weekend di gare |
| --------------------------- | ---------------------- | ------ | ----------------------- | --------------- |
| Zele Racing                 | Lola B05/52-Gibson     | 7      | Luís Sá Silva           | 1               |
| Zele Racing                 | Lola B05/52-Gibson     | 8      | Dominik Fekete          | 1               |
| Zele Racing                 | Lola B05/52-Gibson     | 9      | Zoltán Fekete           | 1               |
| Zele Racing                 | Lola B05/52-Gibson     | 444    | Philipp Sager           | 5               |
| Zele Racing                 | Lola B05/52-Gibson     | 789    | Christof Von Grünigen   | 2-4             |
| PS Racing                   | Lola B05/52-Gibson     | 15 115 | Mahaveer Raghunathan    | Tutti           |
| PS Racing                   | Lola B05/52-Gibson     | 16     | Salvatore de Plano      | 1               |
| PS Racing                   | Lola B05/52-Gibson     | 115    | Emanuele Romani         | 5               |
| MM International Motorsport | Lola B02/50-Zytek Judd | 32     | Armando Mangini         | 1               |
| Torino Squadra Corse        | Lola B05/52-Gibson     | 55 155 | Luis Michael Dörrbecker | Tutti           |

- Con sfondo celeste sono indicate le vetture dell'International Formula 3000.

## Circuiti e gare
In questa stagione il campionato avrebbe dovuto svolgersi interamente su tracciati italiani, a differenza del 2015, ove, anche prima dell'interruzione, non era prevista nessuna data in Italia. Tranne Monza e Imola, tutti gli altri tracciati sono all'esordio per la categoria, da quando il campionato è stato trasformato in Auto GP. Successivamente, dopo l'esclusione di Monza, la categoria si trasferisce sul tracciato di Adria, mai impiegato prima. In seguito rientra nel calendario anche il circuito brianzolo, ne esce quello di Pergusa, e vi entra una gara all'estero, prevista al Nürburgring, poi cancellata.

## Modifiche al regolamento

### Regolamento tecnico
Dal 2016 la partecipazione al campionato è aperta a tutte le vetture da competizione, a ruote scoperte, con motore dai 2000 ai 4000 cc. Ciò permette la presenza anche di vetture di categorie quali la Formula 1 o la GP2 Series.

## Risultati e classifiche

### Risultati
| Gara | Gara | Circuito | Tempo     | Velocità     | Pole Position           | GPV                     | Vincitore               | Vettura     | Team         |
| ---- | ---- | -------- | --------- | ------------ | ----------------------- | ----------------------- | ----------------------- | ----------- | ------------ |
| 1    | G1   | Adria    | 26'47"045 | 139,216 km/h | Luis Michael Dörrbecker | Luís Sá Silva           | Luis Michael Dörrbecker | Lola-Gibson | Torino Corse |
| 1    | G2   | Adria    | 26'44"668 | 139,422 km/h |                         | Luis Michael Dörrbecker | Luis Michael Dörrbecker | Lola-Gibson | Torino Corse |
| 2    | G1   | Monza    | 14'49"026 | 117,30 km/h  | Luis Michael Dörrbecker | Mahaveer Raghunathan    | Christof Von Grünigen   | Lola-Gibson | Zele Racing  |
| 2    | G2   | Monza    | 18'42"435 | 185,90 km/h  |                         | Christof Von Grünigen   | Christof Von Grünigen   | Lola-Gibson | Zele Racing  |
| 3    | G1   | Assen    | 21'04"707 | 168,07 km/h  | Luis Michael Dörrbecker | Christof von Grünigen   | Luis Michael Dörrbecker | Lola-Gibson | Torino Corse |
| 3    | G2   | Assen    | 27'05"016 | 160,99 km/h  |                         | Luis Michael Dörrbecker | Luis Michael Dörrbecker | Lola-Gibson | Torino Corse |
| 4    | G1   | Brno     | 20'35"192 | 157,47 km/h  | Christof von Grünigen   | Christof von Grünigen   | Christof von Grünigen   | Lola-Gibson | Zele Racing  |
| 4    | G2   | Brno     | 27'14"975 | 178,45 km/h  |                         | Christof von Grünigen   | Luis Michael Dörrbecker | Lola-Gibson | Torino Corse |
| 5    | G1   | Imola    | 21'42"037 | 149,30 km/h  | Luis Michael Dörrbecker | Luis Michael Dörrbecker | Luis Michael Dörrbecker | Lola-Gibson | Torino Corse |
| 5    | G2   | Imola    | 26'18"959 | 167,89 km/h  |                         | Luis Michael Dörrbecker | Luis Michael Dörrbecker | Lola-Gibson | Torino Corse |

### Classifica piloti
I punti sono assegnati secondo lo schema seguente:
| Sistema di punteggio | Sistema di punteggio | Sistema di punteggio | Sistema di punteggio | Sistema di punteggio | Sistema di punteggio | Sistema di punteggio | Sistema di punteggio | Sistema di punteggio | Sistema di punteggio | Sistema di punteggio | Sistema di punteggio | Sistema di punteggio |
| Posizione            | 1º                   | 2º                   | 3º                   | 4º                   | 5º                   | 6º                   | 7º                   | 8º                   | 9º                   | 10º                  | Pole                 | GPV                  |
| -------------------- | -------------------- | -------------------- | -------------------- | -------------------- | -------------------- | -------------------- | -------------------- | -------------------- | -------------------- | -------------------- | -------------------- | -------------------- |
| Punti                | 25                   | 18                   | 15                   | 12                   | 10                   | 8                    | 6                    | 4                    | 2                    | 1                    | 2                    | 1                    |

| Pos | Pilota                  | ADR | ADR | MZA | MZA | ASS | ASS | BRN | BRN | IMO | IMO | Punti |
| --- | ----------------------- | --- | --- | --- | --- | --- | --- | --- | --- | --- | --- | ----- |
| 1   | Luis Michael Dörrbecker | 1   | 1   | 2   | 2   | 1   | 1   | 2   | 1   | 1   | 1   | 222   |
| 2   | Mahaveer Raghunathan    | 2   | 3   | 3   | 3   | 2   | 2   | 3   | 2   | 2   | Rit | 151   |
| 3   | Christof von Grünigen   |     |     | 1   | 1   | Rit | 3   | 1   | Rit |     |     | 74    |
| 4   | Philipp Sager           |     |     |     |     |     |     |     |     | 3   | 2   | 34    |
| 5   | Emanuele Romani         |     |     |     |     |     |     |     |     | 4   | 3   | 30    |
| 5   | Luís Sá Silva           | 5   | 2   |     |     |     |     |     |     |     |     | 29    |
| 6   | Dominik Fekete          | 3   | 5   |     |     |     |     |     |     |     |     | 25    |
| 7   | Armando Mangini         | 4   | 6   |     |     |     |     |     |     |     |     | 20    |
| 7   | Zoltan Fekete           | 6   | 4   |     |     |     |     |     |     |     |     | 20    |
|     | Salvatore de Plano      | NP  | NP  |     |     |     |     |     |     |     |     | -     |
| Pos | Pilota                  | ADR | ADR | MZA | MZA | ASS | ASS | BRN | BRN | IMO | IMO | Punti |

| Colore  | Risultato             |
| ------- | --------------------- |
| Oro     | Vincitore             |
| Argento | 2º posto              |
| Bronzo  | 3º posto              |
| Verde   | Finito a punti        |
| Blu     | Finito senza punti    |
| Viola   | Ritirato (Rit)        |
| Viola   | Non classificato (NC) |
| Rosso   | Non qualificato (NQ)  |
| Nero    | Squalificato (SQ)     |
| Bianco  | Non partito (NP)      |
| Bianco  | Non ha gareggiato     |
| Bianco  | Infortunato (INF)     |
| Bianco  | Escluso (ES)          |
| Bianco  | Gara cancellata (C)   |

### Classifica scuderie
| Pos | Pilota           | ADR | ADR | MZA | MZA | ASS | ASS | BRN | BRN | IMO | IMO | Punti |
| --- | ---------------- | --- | --- | --- | --- | --- | --- | --- | --- | --- | --- | ----- |
| 1   | Torino Sq. Corse | 1   | 1   | 2   | 2   | 1   | 1   | 2   | 1   | 1   | 1   | 222   |
| 2   | PS Racing        | 2   | 3   | 3   | 3   | 2   | 2   | 3   | 2   | 2   | Rit | 181   |
| 2   | PS Racing        |     |     |     |     |     |     |     |     | 4   | 3   | 181   |
| 3   | Zele Racing      | 5   | 2   | 1   | 1   | Rit | 3   | 1   | Rit | 3   | 2   | 162   |
| 3   | Zele Racing      | 3   | 5   |     |     |     |     |     |     |     |     | 162   |
| 4   | MM International | 4   | 6   |     |     |     |     |     |     |     |     | 20    |
| 4   | MM International | NP  | NP  |     |     |     |     |     |     |     |     | 20    |
| Pos | Pilota           | ADR | ADR | MZA | MZA | ASS | ASS | BRN | BRN | IMO | IMO | Punti |

| Colore  | Risultato             |
| ------- | --------------------- |
| Oro     | Vincitore             |
| Argento | 2º posto              |
| Bronzo  | 3º posto              |
| Verde   | Finito a punti        |
| Blu     | Finito senza punti    |
| Viola   | Ritirato (Rit)        |
| Viola   | Non classificato (NC) |
| Rosso   | Non qualificato (NQ)  |
| Nero    | Squalificato (SQ)     |
| Bianco  | Non partito (NP)      |
| Bianco  | Non ha gareggiato     |
| Bianco  | Infortunato (INF)     |
| Bianco  | Escluso (ES)          |
| Bianco  | Gara cancellata (C)   |